# 민중총궐기
민중총궐기(民衆總蹶起)는 2015년부터 2017년에 걸쳐 7차례 진행된 대한민국의 시위이다.

## 요구 사항
민중총궐기를 주최한 민중총궐기 투쟁본부는 1차 대회에서 다음과 같은 11대 요구안을 밝혔으나 한일 위안부 합의로 12대 요구안(+1)으로 되었다. 6차 민중총궐기에서 박근혜 대통령 퇴진이 추가되었다.
- 일자리노동 : 쉬운 해고, 평생 비정규직, 노동개악 중단, 모든 노동자의 노동기본권 보장, 모든 서민의 사회안전망 강화
- 재벌책임강화 : 재벌 사내유보금 환수, 상시지속업무 정규직 전환 등 재벌 사용자 책임
- 농업 : 밥쌀 수입 저지, TPP 반대, 쌀 및 농산물 적정 가격 보장
- 민생빈곤 : 노점 단속 중단, 순환식 개발 시행, 장애등급제, 부양의무제 폐지
- 민주주의 : 공안탄압 중지, 국가보안법 폐지, 국가정보원 해체, 양심수 석방, 역사왜곡 중단, 역사교과서 국정화 계획 폐기
- 인권 : 차별금지법 제정, 여성, 남성, 이주민, 장애인, 성소수자 차별 및 혐오 중단, 국가인권위 독립성 확보, 정부 및 지자체 반인권행보 중단
- 자주평화 : 대북 적대정책 폐기, 남북관계 개선, 5.24조치 해제, 민간교류보장, 한반도 사드(THAAD, 고고도 미사일 방어 체계) 배치 반대, 한미일 삼각군사동맹 중단, 일본의 군국주의 무장화 반대
- 청년학생 : 청년 좋은 일자리 창출 요구, 대학구조조정 반대
- 세월호 : 세월호 온전한 인양, 세월호 참사 진상규명, 안전사회건설
- 생태환경 : 국립공원 케이블카 건설 계획 폐기, 신규원전 건설 저지, 노후원전 폐기
- 사회공공성 : 의료, 철도, 가스, 물 민영화 중단, 제주 영리병원 추진 중단, 공공의료 확충
- 한일 위안부 합의 무효화 재협상 추진 : 소녀상 철거 저지, 일본 정부의 군 위안부 강제연행 책임인정과 공식사과, 법적 배상
- 박근혜 대통령 퇴진

## 주최 집회
2015년 시위
- 제1차 민중총궐기 - 2015년 11월 14일 일어난 시위
- 2015년 11월 21일 백남기 쾌유 기원 집회: 지난주 토요일 1차 민중총궐기 도중 백남기가 물대포에 맞아 쓰러짐에 따라 백남기의 쾌유를 기원하고 민중총궐기 관련 단체를 압수수색한 것을 비판하였다. 주최 측 추산 2000명, 경찰 추산 500명이 참가했다.[1]
- 제2차 민중총궐기 - 2015년 12월 5일 일어난 시위
- 제3차 민중총궐기 - 2015년 12월 19일 일어난 시위

2016년 민중총궐기
- 제4차 민중총궐기
- 제5차 민중총궐기
- 2016년 10월 29일 박근혜 퇴진 촉구 집회
- 2016년 11월 5일 촛불 집회
- 제6차 민중총궐기 - 2016년 11월 12일 일어난 시위

2017년 시위
- 제7차 민중총궐기  - 2017년 2월 25일 일어난 시위

2018년 시위
- 제8차 민중총궐기 - 2018년 12월 1일 일어난 시위

2022년 시위
- 제9차 민중총궐기 - 2022년 1월 15일 일어난 시위